# La Llorona

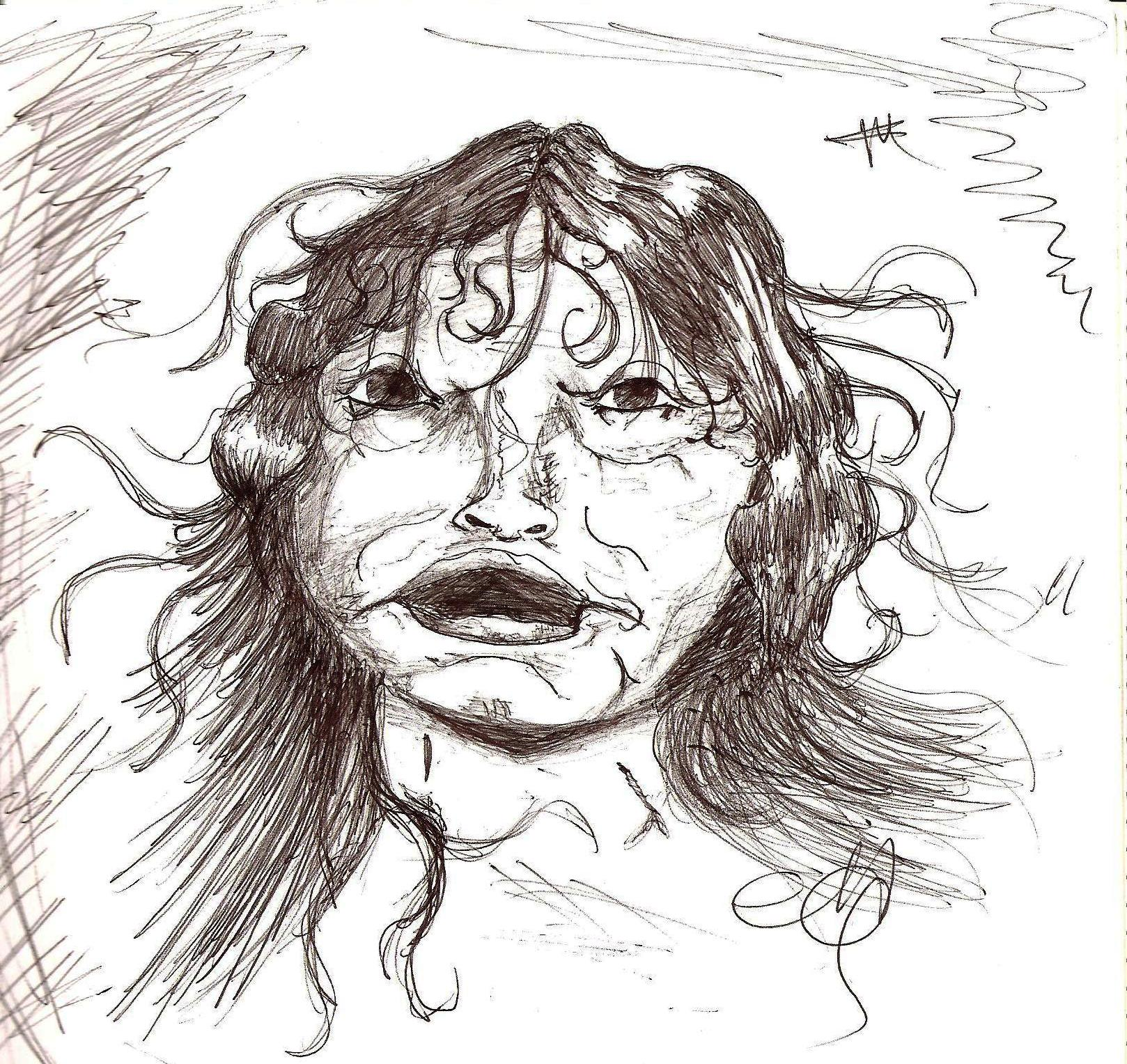
Hồn ma La Llorona

Trong văn hóa dân gian của México, La Llorona (phát âm [la ʝo.ˈɾo.na], "Người phụ nữ than khóc), là một hồn ma của một người phụ nữ đã dìm những đứa con mình chết đuối và sau đó nàng ta đã vừa than khóc trong khi tìm những đứa con mình đáng thương ở dòng sông. Hồn ma La Llorona thường đem lại điềm gở cho những ai đứng gần ả hay nghe tiếng ả khóc. Tuy nhiên, không có một bằng chứng tin cậy về hồn ma này.

## Truyền thuyết
Ở một vùng sơn thôn hẻo lánh, có một thiếu nữ tên là Maria. Cô ấy xuất thân từ một gia đình nghèo khó nhưng được trời phú cho sắc đẹp tuyệt trần. Vào một ngày nọ, một nhà quý tộc giàu có đi ngang qua làng cô. Khi được nhìn thấy Maria, chàng quý tộc đã say mê Maria và ngược lại, Maria cũng bị vẻ đẹp chàng quý tộc mê hoặc. Do đó, khi nhà quý tộc trẻ ngỏ lời cầu hôn, cô ấy đã đồng ý ngay tức khắc. Gia đình Maria rất xúc động khi con gái mình được gả vào gia đình trâm anh thế phiệt nhưng cha của nhà quý tộc ấy lại hoàn toàn phản đối cuộc hôn nhân này vì tầng lớp xuất thân của Maria. Maria và chồng cô ấy buộc phải sống trong một căn nhà ở ngôi làng ấy để có thể tiếp tục cuộc hôn nhân này. Cuộc sống họ tưởng chừng như hạnh phúc nhưng ngay sau khi Maria hạ sinh cho chồng hai người con trai thì người chồng dần dần rời xa gia đình để du lịch, phiêu lưu. Khi người chồng trở về nhà, anh ta chỉ chú ý tới đứa con của mình còn Maria thì không. Nàng nhận ra rằng người chồng đã hết yêu nàng. Vào ngày kia, anh ta dẫn tình nhân trở về ngôi làng để tạm biệt đứa con và ruồng bỏ Maria mà đi.

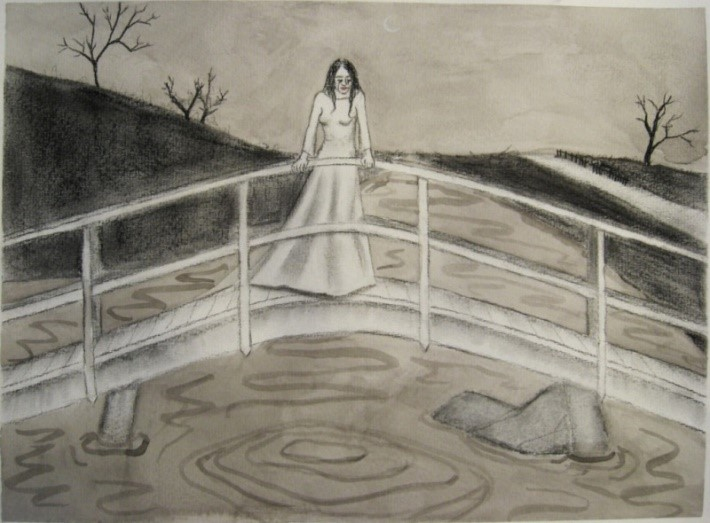
Hồn ma La Llorona đang tìm con

Maria đau khổ và tuyệt vọng trước sự phản bội ấy. Nàng điên dại mất hết lý trí mà mang hai đứa con của mình ra bờ sông Rio Grande. Cô đã dìm chúng trong cơn thịnh nộ mù quáng. Đến khi bình tĩnh trở lại, Maria mới nhận ra tội lỗi khủng khiếp mà mình đã gây ra, cô ta tìm xác của những đứa bé nhưng những cái thây ấy đã bị sông Rio Grande cuốn trôi đi mất hút. Vài ngày sau đó, Maria đã tự tử bên bờ sông, nơi mà cô ta đã giết chết đứa con mình. Linh hồn Maria không được siêu thoát cho đến khi cô ta tìm thấy những đứa con của mình. Mắc kẹt giữa cõi trần và cõi âm, cô ta lang thang đi tìm những đứa con bị mất. Maria thường than khóc cho đứa con của mình, tiếng than khóc ấy được người dân địa phương nghe được và từ đó, Maria được gọi là La Llorona (Người phụ nữ than khóc). La Llorona phiêu bạt cõi trần tục để bắt cóc trẻ con vào ban đêm, những đứa trẻ mà bà ta nhầm là con của mình. La Llorona van xin sự tha thứ từ Thiên Chúa, và đã dìm những đứa trẻ mà ả ta đã bắt cóc cho đến khi chết đuối. Kèm theo tiếng khóc, La Llorona đã than rằng: "¡Ay, mi hijos!" (Ôi, những đứa con của tôi!). La Llorona thường vất vưởng bên bờ sông hoặc bờ suối để tìm đứa con của mình.
Nhiều người tin rằng những tiếng khóc ai oán của La Llorona thường mang lại điềm gỡ hay thậm chí mang lại cái chết cho người nghe (tương tự như Banshee trong thần thoại Celt). Nếu ai đó nghe tiếng khóc La Llorona gần bên thì cô ta đang ở rất xa với người nghe, còn nếu ai nghe tiếng khóc La Llorona ở rất xa thì cô ta đang ở rất gần người ấy. Nhiều bậc phụ huynh thường dùng câu chuyện này để hù dọa mấy đứa trẻ nhằm cảnh báo không cho chúng lang thang đêm khuya.

## Những truyền thuyết tương tự
Có rất nhiều truyền thuyết tương tự La Llorona như trong thần thoại Hy Lạp cũng có nhân vật Lamia. Nữ thần Héra sau khi phát hiện chồng mình, thần Zeus, đã có quan hệ ngoài luồng với Lamia, nữ hoàng xứ Libya, nữ thần đã giết sạch những đứa con của Lamia mang trong mình dòng máu của thần Zeus. Lamia đau đớn tột cùng và biến thành con quái vật chuyên đi bắt cóc và ăn thịt trẻ em. Hay trong văn hóa dân gian Việt Nam, La Llorona tương đồng với ông kẹ, người chuyên đi bắt cóc trẻ em.

## Trong văn hóa nghệ thuật
La Llorona là nguồn cảm hứng cho nhiều tác phẩm nghệ thuật từ sách truyện đến điện ảnh.

### Điện ảnh
- La Llorona của đạo diễn Ramón Peón (1933).
- La Herencia de la Llorona, của đạo diễn Mauricio Magdaleno (1947).
- La Llorona của đạo diễn René Cardona (1960).
- La Maldición de la Llorona, phim hư cấu của Rafael Baledón (1963).
- La venganza de La Llorona de la série Santo, el Enmascarado de Plata (1974).
- Las Lloronas, của đạo diễn Lorena Villareal (2004).
- Mẹ ma than khóc La Llorona, của đạo diễn Michael Chaves (2019).

### Sách truyện
- Llorona on the rocks, của Charlotte Bousquet, Nhà xuất bản Argemmios, 2010.
- Weeping Woman: La Llorona and Other Stories của Alma Luz Villanueva.
- The Legend of La Llorona, Sunstone Press, 2006.